# リカーシブル (小説)
『リカーシブル』は、米澤穂信による日本の推理小説。『小説新潮』（新潮社）2011年12月号から2012年8月号に掲載され、2013年1月に刊行された。

## 概要
「週刊文春ミステリーベスト10」2013年で第18位、「このミステリーがすごい!」2014年および「本格ミステリ・ベスト10」2014年版で第10位、「ミステリが読みたい!」2014年版で第15位にランクインした。
本作連載前に『Story Seller2』（新潮社）2009年4月10日発売号に掲載された短編作品「リカーシブル――リブート」があり、主人公の名字が「越方」であるなどの違いはあるものの、本作の一部を凝縮したものとなっている。

## ストーリー
越野ハルカは中学校に進学する春、父親が職場の金に手を出して失踪し、社宅に住めなくなってしまったため、母・ヨシエと小学3年生の弟・サトルとともにヨシエの故郷で過疎化が進む坂牧市に引っ越してきた。両親は再婚同士で、ハルカは父の、サトルはヨシエの連れ子であった。ハルカは、家族を裏切った男の娘で血のつながらない自分の面倒を見てくれる母に感謝し、聞き分けの良い子として振る舞っていた。
新しい町、新しい学校での生活に不安を感じていたハルカだが、同じクラスでそば屋の娘のリンカと親しくなり、まずは上々の滑り出しかと思えた。しかし、そんなハルカの周りで奇妙なできごとが起き始める。サトルが未来のことを予言したり、過去にこの町で起きたことを知っているかのようなことを口にしたりするようになったのだ。
ハルカは、社会科教師の三浦に「未来が見える子供」の話を聞いたことがないかと尋ねたところ、この町に伝わる「タマナヒメ」の伝承を教わる。タマナヒメは自身を犠牲にすれば村が救われる未来を知っており、村に危機が訪れるたびに役人に村を救う「お願い」をするために身を捧げ、願いが叶うと自殺する。そして、報いを受けた役人も「報橋（むくいばし）」から佐井川に落ちて死ぬのだという。未来を知っているという点でタマナヒメとサトルは似ている。まさかと思いながらも、ハルカは疑念が深まっていくのを感じる。
一方、リンカから、5年前、高速道路がこの町を通る「Aルート」案を推薦する報告書を執筆した水野教授が報橋から落ちて溺死し、その報告書「水野報告」が紛失したまま行方が分からず、大人たちが今も「水野報告」の行方を捜しているという噂を聞かされる。リンカにタマナヒメのことを聞くと、「庚申会」という例会で乾杯の挨拶をする役職に過ぎず、前の代のタマナヒメが結婚するなどの理由でいなくなると、次のタマナヒメに交替するのだという。そして、現在のタマナヒメを紹介するというリンカに連れられて「庚申堂」を訪れる。そこで会ったタマナヒメ、宮地ユウコはごく普通の高校生だった。
しかし、タマナヒメとサトルに対する不安が薄れたのも束の間のこと、三浦が報橋で事故に遭う。ハルカは下校途中その報橋で、用事があると言って先に帰ったはずのリンカがサトルに話しかけているのに出会う。リンカはハルカに、サトルが「こういう事故、見た事ある」と言っていたと話す。三浦を見舞いに病院に行ったハルカは、三浦から何者かに故意に追突されたのだと聞かされる。タマナヒメの伝承が載っている『常井民話考』の執筆者たちは皆死んでおり、坂牧市のすべての図書館・学校図書室から『常井民話考』が消えている。タマナヒメの伝承を調べることは、何か町の不都合につながるので、自分は狙われたのだと言う。そして、ハルカに大人しくしておくようにと忠告する。
数日後、ハルカが学校に行くとリンカが休んでおり、クラス全員がハルカを無視するようになっていた 。三浦を見舞いに行ったことがばれたらしい。最悪な一日だと思ったハルカだが、それは始まりに過ぎなかった。家に帰り夕飯の時間になってもサトルが帰ってこなかったのだ。一連の事件の裏に隠された「水野報告」と「タマナヒメ」、そして「サトルの予言」の真実をすべて知ったハルカは、サトルを取り戻しに庚申堂に向かう。

## 主な登場人物
越野 ハルカ（こしの ハルカ）
中学1年生。
越野 サトル（こしの サトル）
ハルカの義弟。小学3年生。
越野 ヨシエ（こしの ヨシエ）
ハルカの義母。旧姓は「雪里（ゆきさと）」。
在原 リンカ（ありわら リンカ）
ハルカの同級生で友人。そば屋の娘。
三浦 孝道（みうら たかみち）
中学校の社会科教師。坂牧市に伝わる伝承を研究している。ハルカに「タマナヒメ」のことを教える。
宮地 ユウコ（みやじ ユウコ）
高校生。現在の「タマナヒメ」。
水野 忠良（みずの ただよし）
房州大学名誉教授。第三高速道路のAルート推薦の報告書の執筆者。5年前に「報橋」で謎の転落死を遂げた。